# Хильдисвини

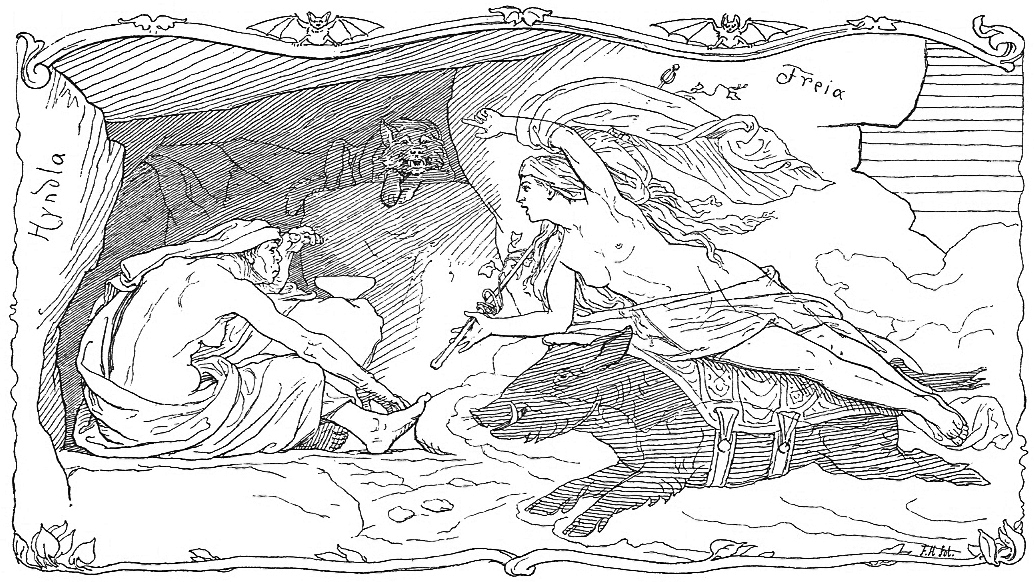
Фрейя скачет на Хильдисвини на встречу с Хиндлой, Л. Фрёлих (1895).

Хильдисвини (др.-сканд. Hildisvíni, боевой вепрь) — в скандинавской мифологии вепрь, на котором ездит богиня Фрейя, когда не использует свою колесницу, запряженную кошками.
Согласно «Песни о Хюндле», под вепря Хильдисвини Фрейя замаскировала своего поклонника Оттара.
Это имя носил шлем шведского короля Оли (др.-сканд. Áli), разбитого шведским королём Адильсом в битве на льду озера Венерн. Оли был убит в битве, и шлем достался Адилу.
В Беовульфе сказано, что кабан на шлеме дает защиту тому, кто его носит.